# مسرح الدولة (سيدني)
مسرح الدولة (بالإنجليزية: State Theatre)‏ المعروف أيضًا باسم مبنى الدولة، هو مسرح يستضيف عروض الأفلام والعروض المسرحية والعروض الموسيقية، وأيضا مكان لحفلات الزفاف والمناسبات، يقع في مدينة سيدني في نيوساوث ويلز، تم تصميمه من قبل هنري إيلي وايت بمساعدة جون إبرسون، حيث تم بناؤه بين عامي 1926 و1929. وتمت إضافته إلى سجل التراث العالمي لولاية نيو ساوث ويلز في 2 أبريل 1999.

## روابط خارجية
- الموقع الرسمي